# ناوچه سبک کلاس نانوچکا
ناوچهٔ سبک کلاس نانوچکا (به انگلیسی: Nanuchka-class corvette) یک کلاس از کشتی به طول ۵۹٫۳ متر (۱۹۴٫۶ فوت) است.